# Túnel de Khun Tan
El Túnel de Khun Tan (en tailandés: อุโมงค์ขุนตาน) es un largo túnel que pasa a través de la cordillera de Khun Tan. Es el más largo de los siete túneles ferroviarios de Tailandia.

## Descripción
El túnel de Khun Tan tiene 1352,10 metros de largo. Está situado entre los kilómetros 681 y 682 en la línea del Norte de Bangkok a Chiang Mai, entre las estaciones de Mae Tan Noi, Wiang Tan y Khun Tan. El túnel discurre por el límite entre las provincias de Lampang y Lamphun.
La estación de Khun Tan, situada en el extremo norte del túnel, es la estación de ferrocarril más alta de Tailandia, a 758 m sobre el nivel del mar.